# Waterloo (falu, New York)
Waterloo település az Amerikai Egyesült Államok New York államában, Seneca megyében, melynek megyeszékhelye is. Lakosainak száma 4810 fő (2020. április 1.).

## Népesség
A település népességének változása:

| 2010 | 5 171 |
| 2020 | 4 810 |